# Masrasector nananubis
Masrasector nananubis — вид викопних ссавців ряду Креодонти (Creodonta), що існував у кінці еоцену в Північній Африці. 

## Назва
Видова назва nananubis означає «крихітний Анубіс». Дана через схожість щелепи виду зі щелепами шакала, який є праобразом давньоєгипетського бога Анубіса.

## Опис
Описаний у 2017 році по щелепі, що виявлена в Єгипті у формації Джебель Катрані. Загалом виявлено кілька добре збережених черепів, що дало можливість вивчити спосіб життя тварини. Це був наземний хижак середнього розміру.